# 2020-as NBA-döntő
A 2020-as NBA-döntő az észak-amerikai kosárlabda-bajnokság 2019–2020-as szezonjának négy győzelemig tartó döntője volt. A nyugati főcsoport bajnoka, a Los Angeles Lakers legyőzte a keleti főcsoport bajnokát, a Miami Heatet 4-2 eredménnyel, amellyel a Lakers az első bajnoki címét nyerte el tíz év után, összesen a 17-et, amellyel beállították a Boston Celtics rekordját. LeBron James negyedik Finals MVP díját nyerte el, amellyel az első játékos lett, aki három különböző csapat tagjaként is magáénak tudhatta ezt a címet (kettő a Miami Heat, egy a Cleveland Cavaliers és egy a Los Angeles Lakers tagjaként). Ezek mellett az első játékos lett Danny Greennel (San Antonio Spurs, Toronto Raptors, Los Angeles Lakers) együtt, akik három csapattal is NBA-bajnokok lettek. Jeanie Buss, a Lakers elnöke lett az első női tulajdonos, aki elnyerte az NBA bajnoki címét.
A Lakers elsőként végeztek a nyugati, a Heat pedig ötödik helyen a keleti főcsoportban, amellyel a harmadik legalacsonyabb pozíción végző csapat lettek, akik elérték a döntőt. Az első NBA döntő volt, amelynek egyik csapata se érte el előző szezonban a rájátszást. James játszott korábban Erik Spoelstra (a Heat vezetőedzője) irányítása alatt korábban a Heattel, mikor 2012-ben és 2013-ban is bajnokok lettek és 2011 és 2014 között sorozatban négyszer szerepeltek a döntőben. Hat év után először nem szerepelt a döntőben a Golden State Warriors.
A döntő eredetileg 2020 júniusában került volna megrendezésre, de a szezont felfüggesztették március közepén a Covid19-pandémia következtében. Július végén kezdték el újra a szezont az orlandói Walt Disney World-ben rendezett NBA-buborékban, hogy megvédjék a csapatokat a vírustól. A mérkőzések zárt ajtók mögött zajlottak, a döntőt 2020. szeptember 30. - október 11-ig rendezték. Ez volt az évben legkésőbb játszott döntő és az első, amelyet szeptemberben és októberben tartottak.

## Út a döntőig

### Alapszakasz
- z – Hazai pálya előny az egész rájátszásban
- c – Hazai pálya előny a főcsoportdöntőig
- y – Csoportgyőztes
- x – Rájátszásba jutott

| Keleti főcsoport |                        |    |    |       |      |
| Hely.            | Csapat                 | Gy | V  | %     | GB   |
| 1.               | (z) Millwaukee Bucks   | 56 | 17 | 76,7% | —    |
| 2.               | (y) Toronto Raptors    | 53 | 19 | 73,6% | 2.5  |
| 3.               | (x) Boston Celtics     | 48 | 24 | 66,7% | 7.5  |
| 4.               | (x) Indiana Pacers     | 45 | 28 | 61,6% | 11   |
| 5.               | (y) Miami Heat         | 44 | 29 | 60,3% | 12   |
| 6.               | (x) Philadelphia 76ers | 43 | 30 | 58,9% | 13   |
| 7.               | (x) Brooklyn Nets      | 35 | 37 | 48,6% | 20.5 |
| 8.               | (x) Orlando Magic      | 33 | 40 | 45,2% | 23   |
|                  |                        |    |    |       |      |
| 9.               | Washington Wizards     | 25 | 44 | 34,7% | 30.5 |
| 10.              | Charlotte Hornets      | 23 | 45 | 35,4% | 29   |
| 11.              | Chicago Bulls          | 22 | 49 | 33,8% | 30   |
| 12.              | New York Knicks        | 21 | 50 | 31,8% | 31.5 |
| 13.              | Detroit Pistons        | 20 | 46 | 30,3% | 32.5 |
| 14.              | Atlanta Hawks          | 20 | 47 | 29,9% | 33   |
| 15.              | Cleveland Cavaliers    | 19 | 46 | 29,2% | 33   |

| Nyugati főcsoport |                            |    |    |       |    |
| Hely.             | Csapat                     | Gy | V  | %     | GB |
| 1.                | (c) Los Angeles Lakers     | 67 | 15 | 81,7% | —  |
| 2.                | (x) Los Angeles Clippers   | 56 | 26 | 68,3% | 11 |
| 3.                | (y) Denver Nuggets         | 56 | 26 | 68,3% | 11 |
| 4.                | (y) Houston Rockets        | 51 | 31 | 62,2% | 16 |
| 5.                | (x) Oklahoma City Thunder  | 55 | 27 | 67,1% | 12 |
| 6.                | (x) Utah Jazz              | 55 | 27 | 67,1% | 12 |
| 7.                | (x) Dallas Mavericks       | 50 | 32 | 61,0% | 17 |
| 8.                | (x) Portland Trail Blazers | 45 | 37 | 54,9% | 22 |
|                   |                            |    |    |       |    |
| 9.                | Memphis Grizzlies          | 45 | 37 | 54,9% | 22 |
| 10.               | Phoenix Suns               | 39 | 43 | 47,6% | 28 |
| 11.               | San Antonio Spurs          | 38 | 44 | 46,3% | 29 |
| 12.               | Sacramento Kings           | 30 | 52 | 36,6% | 37 |
| 13.               | New Orleans Pelicans       | 29 | 53 | 35,4% | 38 |
| 14.               | Minnesota Timberwolves     | 21 | 61 | 25,6% | 46 |
| 15.               | Golden State Warriors      | 16 | 66 | 19,5% | 51 |

#### Egymás elleni eredmények az alapszakaszban
| Dátum              | Vendég csapat      | Eredmény | Hazai csapat       | Helyszín                       |
| ------------------ | ------------------ | -------- | ------------------ | ------------------------------ |
| 2019. november 8.  | Miami Heat         | 80-95    | Los Angeles Lakers | Staples Center, Los Angeles    |
| 2019. december 13. | Los Angeles Lakers | 113-110  | Miami Heat         | American Airlines Aréna, Miami |

### Rájátszás
| Miami Heat         | Miami Heat       | Miami Heat |
| ------------------ | ---------------- | ---------- |
| Keleti főcsoport   |                  |            |
| Forduló            | Ellenfél         | Eredmény   |
| Első kör           | Indiana Pacers   | 4–0        |
| Főcsoport-elődöntő | Millwaukee Bucks | 4–1        |
| Főcsoport-döntő    | Boston Celtics   | 4–2        |

| Los Angeles Lakers | Los Angeles Lakers     | Los Angeles Lakers |
| ------------------ | ---------------------- | ------------------ |
| Nyugati főcsoport  |                        |                    |
| Forduló            | Ellenfél               | Eredmény           |
| Első kör           | Portland Trail Blazers | 4–1                |
| Főcsoport-elődöntő | Houston Rockets        | 4–1                |
| Főcsoport-döntő    | Denver Nuggets         | 4–1                |

## A döntő
A hazai csapat másodikként szerepel, az összes mérkőzést zárt ajtók mögött játszották a ESPN Wide World of Sports Complex-ben. Valamennyi időpont a keleti parti idő (UTC-4) szerint van feltüntetve.

### 1. mérkőzés
| 2020. szeptember 30. 21:00    | Miami Heat                               | 98–116    | Los Angeles Lakers | AdventHealth Arena, Bay Lake, Florida Játékvezetők: Marc Davis, Kane Fitzgerald, Josh Tiven |
| 2020. szeptember 30. 21:00    | (28–31, 20–34, 19–28, 31–23) Jegyzőkönyv |           |                    | AdventHealth Arena, Bay Lake, Florida Játékvezetők: Marc Davis, Kane Fitzgerald, Josh Tiven |
| 2020. szeptember 30. 21:00    | Jimmy Butler 23                          | Pont      | Anthony Davis 34   | AdventHealth Arena, Bay Lake, Florida Játékvezetők: Marc Davis, Kane Fitzgerald, Josh Tiven |
| 2020. szeptember 30. 21:00    | Olynyk, Igoudala, Nunn 5                 | Lepattanó | LeBron James 13    | AdventHealth Arena, Bay Lake, Florida Játékvezetők: Marc Davis, Kane Fitzgerald, Josh Tiven |
| 2020. szeptember 30. 21:00    | Igoudala 6                               | Gólpassz  | LeBron James 9     | AdventHealth Arena, Bay Lake, Florida Játékvezetők: Marc Davis, Kane Fitzgerald, Josh Tiven |
| Los Angeles Lakers vezet, 1–0 |                                          |           |                    | AdventHealth Arena, Bay Lake, Florida Játékvezetők: Marc Davis, Kane Fitzgerald, Josh Tiven |

### 2. mérkőzés
| 2020. október 2. 21:00        | Miami Heat                               | 114–124   | Los Angeles Lakers | AdventHealth Arena, Bay Lake, Florida Játékvezetők: James Capers, David Guthire, Eric Lewis |
| 2020. október 2. 21:00        | (23–29, 31–39, 39–35, 21–21) Jegyzőkönyv |           |                    | AdventHealth Arena, Bay Lake, Florida Játékvezetők: James Capers, David Guthire, Eric Lewis |
| 2020. október 2. 21:00        | Jimmy Butler 25                          | Pont      | LeBron James 33    | AdventHealth Arena, Bay Lake, Florida Játékvezetők: James Capers, David Guthire, Eric Lewis |
| 2020. október 2. 21:00        | Kelly Olynyk 9                           | Lepattanó | Anthony Davis 14   | AdventHealth Arena, Bay Lake, Florida Játékvezetők: James Capers, David Guthire, Eric Lewis |
| 2020. október 2. 21:00        | Jimmy Butler 13                          | Gólpassz  | Rajon Rondo 10     | AdventHealth Arena, Bay Lake, Florida Játékvezetők: James Capers, David Guthire, Eric Lewis |
| Los Angeles Lakers vezet, 2–0 |                                          |           |                    | AdventHealth Arena, Bay Lake, Florida Játékvezetők: James Capers, David Guthire, Eric Lewis |

### 3. mérkőzés
| 2020. október 4. 19:30        | Los Angeles Lakers                       | 104–115   | Miami Heat      | AdventHealth Arena, Bay Lake, Florida Játékvezetők: Scott Foster, Tony Brothers, Pat Fraher |
| 2020. október 4. 19:30        | (23–26, 31–32, 26–27, 24–30) Jegyzőkönyv |           |                 | AdventHealth Arena, Bay Lake, Florida Játékvezetők: Scott Foster, Tony Brothers, Pat Fraher |
| 2020. október 4. 19:30        | LeBron James 25                          | Pont      | Jimmy Butler 40 | AdventHealth Arena, Bay Lake, Florida Játékvezetők: Scott Foster, Tony Brothers, Pat Fraher |
| 2020. október 4. 19:30        | LeBron James 10                          | Lepattanó | Jimmy Butler 11 | AdventHealth Arena, Bay Lake, Florida Játékvezetők: Scott Foster, Tony Brothers, Pat Fraher |
| 2020. október 4. 19:30        | LeBron James 8                           | Gólpassz  | Jimmy Butler 13 | AdventHealth Arena, Bay Lake, Florida Játékvezetők: Scott Foster, Tony Brothers, Pat Fraher |
| Los Angeles Lakers vezet, 2–1 |                                          |           |                 | AdventHealth Arena, Bay Lake, Florida Játékvezetők: Scott Foster, Tony Brothers, Pat Fraher |

### 4. mérkőzés
| 2020. október 6. 21:00        | Los Angeles Lakers                       | 102–96    | Miami Heat      | AdventHealth Arena, Bay Lake, Florida Játékvezetők: Zach Zarba, John Goble, Tony Brown |
| 2020. október 6. 21:00        | (27–22, 22–25, 26–23, 27–26) Jegyzőkönyv |           |                 | AdventHealth Arena, Bay Lake, Florida Játékvezetők: Zach Zarba, John Goble, Tony Brown |
| 2020. október 6. 21:00        | LeBron James 28                          | Pont      | Jimmy Butler 22 | AdventHealth Arena, Bay Lake, Florida Játékvezetők: Zach Zarba, John Goble, Tony Brown |
| 2020. október 6. 21:00        | LeBron James 12                          | Lepattanó | Jimmy Butler 10 | AdventHealth Arena, Bay Lake, Florida Játékvezetők: Zach Zarba, John Goble, Tony Brown |
| 2020. október 6. 21:00        | LeBron James 8                           | Gólpassz  | Jimmy Butler 9  | AdventHealth Arena, Bay Lake, Florida Játékvezetők: Zach Zarba, John Goble, Tony Brown |
| Los Angeles Lakers vezet, 3–1 |                                          |           |                 | AdventHealth Arena, Bay Lake, Florida Játékvezetők: Zach Zarba, John Goble, Tony Brown |

### 5. mérkőzés
| 2020. október 9. 21:00        | Miami Heat                               | 111–108   | Los Angeles Lakers | AdventHealth Arena, Bay Lake, Florida Játékvezetők: Marc Davis, Kane Fitzgerald, Eric Lewis |
| 2020. október 9. 21:00        | (25–24, 35–32, 28–26, 23–26) Jegyzőkönyv |           |                    | AdventHealth Arena, Bay Lake, Florida Játékvezetők: Marc Davis, Kane Fitzgerald, Eric Lewis |
| 2020. október 9. 21:00        | Jimmy Butler 35                          | Pont      | LeBron James 40    | AdventHealth Arena, Bay Lake, Florida Játékvezetők: Marc Davis, Kane Fitzgerald, Eric Lewis |
| 2020. október 9. 21:00        | Jimmy Butler 12                          | Lepattanó | LeBron James 13    | AdventHealth Arena, Bay Lake, Florida Játékvezetők: Marc Davis, Kane Fitzgerald, Eric Lewis |
| 2020. október 9. 21:00        | Jimmy Butler 11                          | Gólpassz  | LeBron James 7     | AdventHealth Arena, Bay Lake, Florida Játékvezetők: Marc Davis, Kane Fitzgerald, Eric Lewis |
| Los Angeles Lakers vezet, 3–2 |                                          |           |                    | AdventHealth Arena, Bay Lake, Florida Játékvezetők: Marc Davis, Kane Fitzgerald, Eric Lewis |

### 6. mérkőzés
| 2020. október 11. 19:30          | Los Angeles Lakers                       | 106–93    | Miami Heat     | AdventHealth Arena, Bay Lake, Florida Játékvezetők: James Capers, Tony Brothers, David Guthrie |
| 2020. október 11. 19:30          | (28–20, 36–16, 23–22, 19–35) Jegyzőkönyv |           |                | AdventHealth Arena, Bay Lake, Florida Játékvezetők: James Capers, Tony Brothers, David Guthrie |
| 2020. október 11. 19:30          | LeBron James 28                          | Pont      | Bam Adebayo 25 | AdventHealth Arena, Bay Lake, Florida Játékvezetők: James Capers, Tony Brothers, David Guthrie |
| 2020. október 11. 19:30          | Anthony Davis 15                         | Lepattanó | Bam Adebayo 10 | AdventHealth Arena, Bay Lake, Florida Játékvezetők: James Capers, Tony Brothers, David Guthrie |
| 2020. október 11. 19:30          | LeBron James 10                          | Gólpassz  | Jimmy Butler 8 | AdventHealth Arena, Bay Lake, Florida Játékvezetők: James Capers, Tony Brothers, David Guthrie |
| Los Angeles Lakers győzelem, 4–1 |                                          |           |                | AdventHealth Arena, Bay Lake, Florida Játékvezetők: James Capers, Tony Brothers, David Guthrie |